# Hotočina
Hotočina är ett samhälle i Bosnien och Hercegovina.   Det ligger i entiteten Republika Srpska, i den sydöstra delen av landet, 25 km öster om huvudstaden Sarajevo. Hotočina ligger 985 meter över havet och antalet invånare är 126.
Terrängen runt Hotočina är kuperad.Närmaste större samhälle är Sokolac, 16,6 km nordost om Hotočina. 
I omgivningarna runt Hotočina växer i huvudsak lövfällande lövskog. Runt Hotočina är det ganska tätbefolkat, med 93 invånare per kvadratkilometer.